# Fyreselven
Fyreselven (eller Fyresdalsåna, Fyresåni) er en flod i Fyresdal kommune i Vestfold og Telemark fylke i Norge. Den har sit udspring i Fyresvatn, og ved Haugsjåsund danner den, sammen med Nisserelven, starten på Nidelven. Systemet er en del af Arendalsvassdraget.
58°56′N 8°28′Ø / 58.933°N 8.467°Ø